# Linkage (linguistica)
In linguistica, un linkage è un gruppo di lingue imparentate che si forma quando una proto-lingua si divide in una rete di dialetti (varietà) che gradualmente si differenziano fino a diventare lingue distinte.
Il termine è stato introdotto da Malcolm Ross nel suo studio delle lingue oceaniche occidentali.